# Antoni Moll Camps

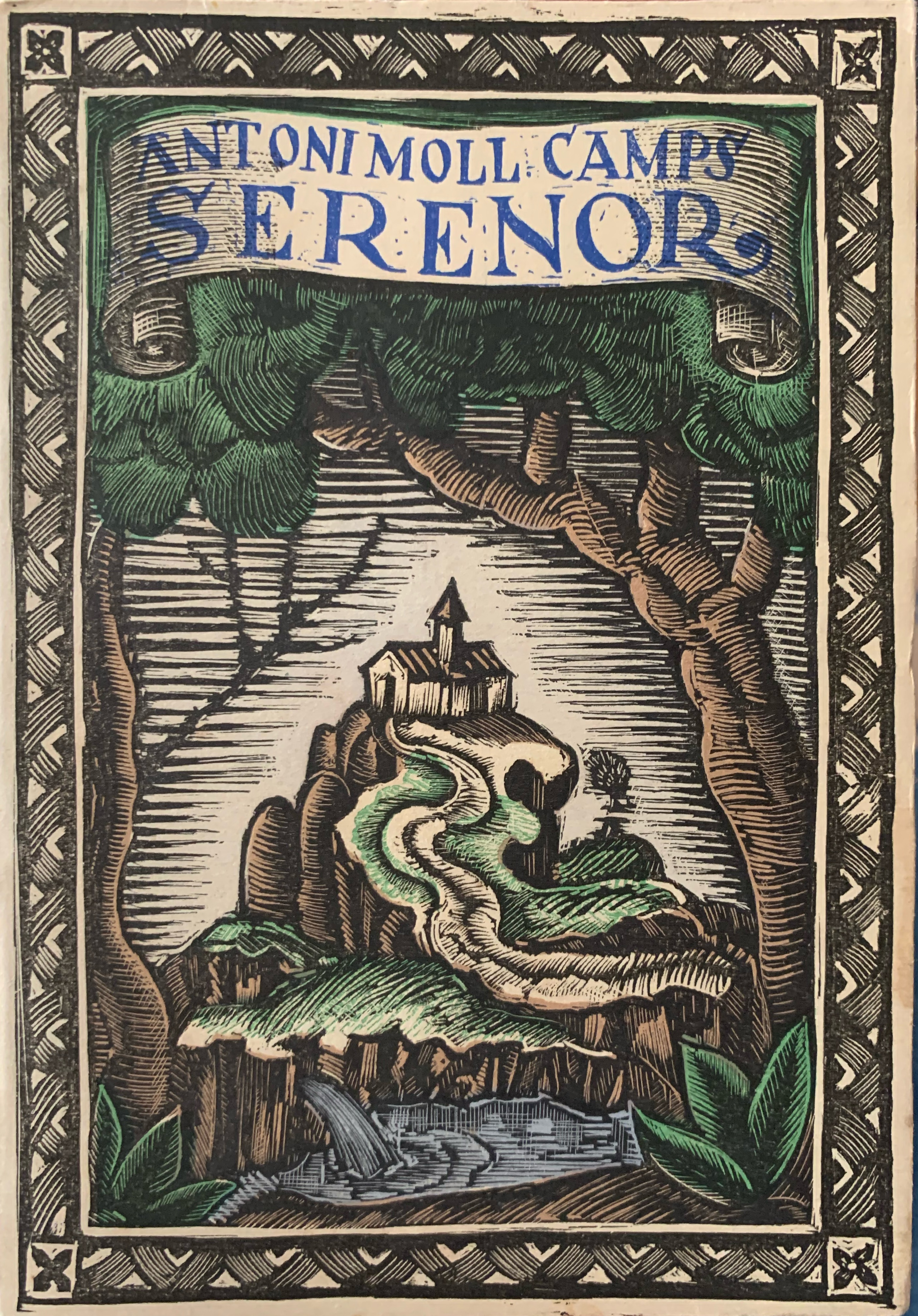
Coberta de Serenor, primer llibre d'Antoni Moll Camps i primera publicació menorquina en català després de la Guerra Civil Espanyola. La il·lustració és del maonès Francesc Hernández Mora.

Antoni Moll Camps (Ciutadella de Menorca, 29 de juliol de 1926 – Campdevànol, 6 de novembre de 2023) fou un classicista, poeta, narrador i traductor català, considerat el «Patriarca de les lletres menorquines».

## Biografia
Nat a Ciutadella, la seva família materna procedia des Migjorn Gran. De fet, era net de l'erudit Francesc Camps i Mercadal, un dels principals revitalitzadors de la llengua catalana a Menorca. El seu pare, després d'haver guanyat la rifa de la grossa de Nadal, va establir una impremta, una Minerva d'origen alemany, i una llibreria a Ciutadella (Impremta Moll). Dels cinc anys ençà va fer d'escolà a l'església del Sant Crist de Ciutadella. La Guerra Civil el va enganxar amb deu anys i la passà amb un peu as Migjorn Gran i un altre a Ciutadella, estudiant gramàtica i fent unes primerenques composicions poètiques compartides només amb un petit cercle de companys. En acabar la guerra, el negoci familiar va tancar i va entrar a estudiar al seminari de Menorca, encara que també estudiaria al de Mallorca, on a va coincidir amb Blai Bonet. En acabar els estudis eclesiàstics i clàssics, va ser nomenat vicari des Migjorn Gran, càrrec que va compatibilitzar amb el de professor de cinquè de llatí (el darrer curs) al Seminari de Menorca. El 1947 publica el seu primer llibre, Serenor (Ciutadella, Impremta Moll), el primer llibre en català imprès a Menorca després de la victòria feixista, i tot d'una és considerat un dels poetes més importants de l'illa, com ho demostra la seva inclusió en diferents antologies: Recull d'eucarístiques de poetes catalans (Barcelona, 1948), Els poetes insulars de posguerra de Manuel Sanchis Guarner (Palma, 1951), La poesia catalana eucarística (publicat en el context del XXXV Congrés Eucarístic Internacional, Barcelona,1952), Els autors de l’ocell de paper XII (Barcelona 1957) i l'"Homenatge a Menorca" de la revista mallorquina Ponent (núm. XVII, 1960).
El 1963 es trasllada a Xile, seguint la crida de l'apostolat del papa Pau VI. Primer es va establir al poble de Llay-Llay i després a Valparaíso i a Santiago. D’aquesta estada a Xile en queda la novel·la inèdita L’endemà del silenci. El 1970, un temps després d'haver sobreviscut a un terratrèmol que va esfondrar la parròquia on treballava, va demanar secularitzar amb dispensa dispensa eclesiàstica i es va casar amb la xilena Sonia Gamboa, amb qui va tenir quatre fills (dels quals una és la també poeta Sònia Moll Gamboa). Tot i que el primer encara va néixer a Santiago de Xile, on Antoni va fer de llibreter, al 1972 la família es trasllada a Barcelona, on Antoni Moll comença a treballar per a l'Editorial Salvat. Tanmateix, no s'hi establiran de manera definitiva fins al 1976. En aquest moment es dedica també a traduir narrativa infantil i juvenil del castellà al català. El 1986 guanya el Premi X Biennal literària de Sant Joan amb el llibre de memòries Inventari de minyonia. Evocacions i digressions. És la seva segona publicació individual, després del ja llunyà Serenor, i la primera en prosa. La seva obra poètica i narrativa va començar a veure la llum de manera regular durant els anys 90 i 2000, encara que els poetes de les generacions posteriors l'havien fet present en publicacions col·lectives dels Quaderns de poesia Xibau i en recitals com Illanvers (2006, III edició). La seva obra, amarada dels clàssics llatins, també inclou traduccions en vers de les Odes d'Horaci. L'any 2010 va rebre el "Fabiol de Bronze", com a Ciutadellenc de s'Any. L'Institut Menorquí d'Estudis li va dedicar el 14 de juliol de 2012 unes Jornades d'homenatge i estudi, que esdevingueren l'embrió d'un llibre monogràfic sobre la seva obra. Va morir a Campdevànol, ja que va residir a Sant Joan de les Abadesses els darrers anys.

## Obra

### Poesia
- Antoni Moll Camps. 1947. Serenor. Il·lustracions de Francesc Hernández Mora. Ciutadella: Impremta Moll.
- Antoni Moll Camps. 1957. "Les roses blanques de la Mare de Déu del Toro". A: Poesías que fueron premiadas en el I Certamen Literario Castellano-Menorquín. Maó: Impremta Miquel Sintes Rotger, p. 3-11.
- Antoni Moll Camps. 1982. A: Damià Borràs, Andreu Bosch i Mesquida, Antoni Català Campins, Damià Coll, Antoni Deig i Clotet, Llorenç Ferrer Monjo, Francesc Florit, Pere Gomila i Bassa, Gustau Juan i Benejam, Iskra Ligüere Casals, Biel Mercadal i Al·lès, Antoni Moll Camps, Jaume Murillo i Orfila, Antoni Taltavull Bosch, Jordi Vivet i Ballart i Pere Xerxa. 1989. Mostra de poesia menorquina. Pròleg de Francesc Florit. Maó: Institut Menorquí d'Estudis. ISBN 84-86752-07-8 (Quaderns de Poesia Xibau 1, Segona època), p. 112-116. DL: MH86/82.
- Antoni Moll Camps. 1989. Finestra dels dies. Premi Frederic Erdozain 1989. Maó: Institut Menorquí d'Estudis. ISBN 84-86752-12-4 (Quaderns de Poesia Xibau 2, Segona època).
- Antoni Moll Camps. 2006. A: Illanvers III. Maó: Grup Editorial Menorca. DL ME 330-2006.
- Antoni Moll Camps. 2017. "Antologia mínima". Il·lustració de Blas Garcia. Plec de Lectura 3 (Març 2017). Maó: Consell Insular de Menorca. Enlla: https://bibliomenorca.cime.es/WebEditor/Pagines/file/Plecs%20de%20lectura/PLEC%20DE%20LECTURA%203_compressed.pdf.

### Prosa
- Antoni Moll Camps. L’endemà del silenci. Novel·la inèdita.
- Antoni Moll Camps. 1982. A: Josefina Salord Ripoll, Roth Delany, Xec Florit, Víctor Martí, Antoni Taltavull, Pau Faner, Damià Borràs, Rafael Font, Gustau Juan i Benejam, Antoni Moll Camps, Biel Mercadal, Pere Xerxa, Jaume Murillo, Ponç Pons, Josep Portella, Pere Gomila, Andreu Bosch, Damià Coll Triay, Ramon Sanchez Ramon i Arcadi Gomila. 1982. "En llengua d'altri". A: Per la pau i la vida. Il·lustracions de Pere Pons, Pacífic Camps i Anna Esbert. Ciutadella: Col·lectiu Xibau (Quaderns de Poesia Xibau 6, Primera època), p. 53-57. DL: MH86/82.
- Antoni Moll Camps. 1986. Inventari de minyonia. Evocacions i digressions. Pròleg de Joan Triadú. Premi X Biennal Literària de Sant Joan. Ciutadella.
- Antoni Moll Camps. 1988. "Marcial i la poesia llicenciosa". A: Pere Xerxa, Damià Borràs, Antoni Català, Biel Mercadal, Gustau Juan, Pere Gomila, Xec Florit, Jaume Murillo, Víctor Martí, Ignasi Mascaró, Pau Faner, Damià Borràs, Antoni Taltavull, Damià Coll i Antoni Moll Camps. Recull de literatura eròtica. Il·lustracions de Soriano, Luis Miguel, Biel Mercadal, Caprani, Xec Florit, Anna Esbert, Escandell i Calvet. Ciutadella. DL MH86/1988 (Quaderns de Poesia Xibau 9, primera època), p. 99-104.
- Antoni Moll Camps. 1992. L'hostal de la sirena. Menorca: Nura. ISBN 84-85151-93-3
- Antoni Moll Camps. 1996. Lluna d'octubre. Barcelona: Columna. ISBN 84-83000-25-3.
- Antoni Moll Camps. 2005. A: Summertime i altres relats finalistes: del XV premi de narració curta illa de Menorca. Maó: Editorial Menorca.
- Antoni Moll Camps. 2007. La noia que sortí del mirall. Menorca: Institut Menorquí d'Estudis. ISBN 978-84-95718-59-4.

### Traduccions
- Anita Geigges. 1987. De tot cor. Selecció de poemes: Rita Schnitzer, versió catalana d'Antoni Moll Camps. Barcelona: Elfos. ISBN 8485791657.
- Antoni Moll Camps. 2009. Llibre I de les Odes d'Horaci. Pròleg d'Ignasi Mascaró Pons. Maó: Institut Menorquí d'Estudis. ISBN 978-84-95718-68-6 (Quaderns de Poesia Xibau 15, segona època).